# Situs inversus totalis
El situs inversus totalis (SIT) es un síndrome raro en el que la totalidad de los órganos se encuentran a manera de espejo en el cuerpo. Ocurre con una frecuencia estimada en 1 a 2 nacimientos por cada 10,000. A diferencia del situs inversus, todos los órganos están implicados; Incluso venas y arterias se encuentran de modo especular. Se considera que el situs inversus totalis y el situs solis, son parte de la afección más general situs inversus; siendo el segundo cuando solo un órgano es el afectado. En casos donde sólo un órgano tiene situación especular, se conoce como situs solis o situs inversus + el órgano afectado. En un estudio de caso, el corazón de un paciente se encontró en el lado derecho del tórax, lo que se conoce como situs inversus con dextrocardia. En estas situaciones, el órgano afectado suele tener anomalías, en tanto que en el SIT, los órganos suelen funcionar correctamente y los pacientes por lo general están por demás sanos.
Estudios hechos por Kavita S. Reddy y colegas et al. en 1999, sugirieron que el defecto puede deberse a anomalías genéticas. Reddy reportó dos casos de microdeleción de la sub banda del cromosoma 2q37.3 con SIT anormal. En un paciente se descubrió dextrocardia, atresia duodenal y yeyunal y una hernia abdominal. El hígado estaba en el cuadrante superior izquierdo, el estómago en el cuadrante superior derecho. Hoy se sabe que el SIT es una condición genética autosómica recesiva.
El SIT se describe con mayor frecuencia como parte del síndrome de disquinesia ciliar, también conocido como síndrome de Kartagener (situs inversus, bronquiectasias, sinusitis), generalmente diagnosticado durante la infancia.

## Importancia biomédica
La prevalencia de SIT varía entre las diferentes poblaciones. Esta condición genética puede pasar inadvertida hasta su descubrimiento durante una cirugía de emergencia o la investigación de los síntomas de una afección que requiere atención inmediata. Muchas personas con SIT no son conscientes de su anatomía inusual hasta que buscan atención médica por una afección no relacionada, como una fractura costal o una apendicitis. En un estudio de caso, una mujer china de 31 años se presentó en un hospital para solicitar la terminación de un embarazo de 8 semanas. La duración de su ciclo menstrual era de 30 días, y el sangrado duró aproximadamente de 6 a 7 días. Se le descubrió SIT en su infancia cuando un médico no escuchó los sonidos del corazón en el pecho izquierdo durante el examen de salud.
La condición también se puede descubrir durante la administración de ciertos medicamentos o durante pruebas con alimentos con bario o un enema. En otros casos, las personas no saben de su extraña anatomía hasta que se hacen un examen radiológico.